# Daramus major
Daramus major är en skalbaggsart som först beskrevs av Maurice Pic 1924.  Daramus major ingår i släktet Daramus och familjen långhorningar. Inga underarter finns listade i Catalogue of Life.